# Hill Harper
Pour les articles homonymes, voir Harper.
Hill Harper est un acteur américain, né le 17 mai 1966 à Iowa City, dans l'Iowa aux États-Unis.

## Biographie
Hill Harper est diplômé en arts, droit et administration publique. Il commence sur la scène par des spectacles à Broadway, puis fait ses débuts à la télévision en 1993. Il apparaît dans de nombreuses séries, et tient un des rôles principaux dans FBI : Opérations secrètes et dans Les Experts : Manhattan.
En 2008, il apparaît dans le clip Yes We Can de Will.i.am[source secondaire souhaitée].
À partir de 2017, il rejoint la distribution principale de Good Doctor, une série médicale et dramatique portée par Freddie Highmore qui interprète un jeune docteur autiste savant. Il joue le rôle du Dr Marcus Andrews, le chef du service de la chirurgie,,.

## Filmographie

### Acteur

#### Cinéma
- 1995 : Drifting School (en) : Sam
- 1996 : Get on the Bus de Spike Lee : Xavier
- 1997 : Hav Plenty : Michael Simmons
- 1997 : Hoover Park
- 1997 : Steel de Kenneth Johnson : Slats
- 1998 : Beloved de Jonathan Demme : Halle
- 1998 : Flora et les siens : Don
- 1998 : He Got Game de Spike Lee : Coleman 'Booger' Sykes
- 1998 : Le Neveu (en) : Chad Egan-Washington
- 1998 : Park Day : Steve Johnson
- 1999 : Gangsta Cop de Michael Rymer : Breezy T.
- 1999 : Loving Jezebel (en) : Theodorous
- 1999 : Slaves of Hollywood : Fisher Lovelace
- 2000 : Box Marley
- 2000 : The Visit (en) : Alex
- 2000 : The Skulls : Société secrète de Rob Cohen : Will Beckford
- 2001 : Higher Ed : Craig
- 2002 : En eaux troubles (The Badge) : Gizmo
- 2003 : Love, Sex and Eating the Bones (en) : Michael Joseph
- 2004 : America Brown : John Cross
- 2005 : Black in the 80s : Lui-même
- 2005 : Constellation : Errol Hickman
- 2006 : 30 Days : Donnell
- 2006 : Premium : Ed
- 2006 : The Breed : Noah
- 2006 : Whitepaddy : Marshall Evans
- 2008 : This Is Not a Test (en) : Carl
- 2010 : Les Couleurs du destin de Tyler Perry : Donald
- 2011 : Mama I Want to Sing (en) : Jeff Andrews
- 2011 : Shanghai Hotel : Carlos
- 2013 : 1982 : Tim Brown
- 2013 : Miss Dial de David Steinberg : Political Nutcase
- 2013 : The Volunteer : Phil
- 2014 : Parts Per Billion (en) : Rick
- 2015 : Pearly Gates : Dave
- 2015 : Seul contre tous de Peter Landesman : Christopher Jones
- 2015 : Un voisin trop parfait de Rob Cohen : Principal Edward Warren
- 2016 : Destined : Mayor Jones
- 2017 : All Eyez on Me : Interviewer
- 2018 : An Interview with God

#### Courts-métrages
- 1993 : Confessions of a Dog
- 1995 : One Red Rose (+ scénariste)
- 2002 : Rockboy
- 2004 : Andre Royo's Big Scene
- 2004 : My Purple Fur Coat
- 2006 : Max and Josh (+ scénariste)
- 2009 : Bring Your 'A' Game

### Télévision

#### Séries télévisées
- 1993 : Corky, un adolescent pas comme les autres : Nurse #2
- 1993-1994 : Mariés, deux enfants : Aaron
- 1994 : Le Prince de Bel-Air : Dana
- 1994 : Le Rebelle : Clarence 'Dex' Dexter
- 1994 : MANTIS
- 1994 : Walker, Texas Ranger : B.J. Mays
- 1995 : Live Shot : Tommy Greer
- 1995 : Murder One : Smooth G
- 1995 : The Client : J-Top
- 1996 : Esprits rebelles (en) : Darryl
- 1996 : New York Police Blues : Bo-Bo Thomas
- 1997 : Oddville, MTV
- 1997 : Urgences : Mr. Jackson
- 1998 : Cosby : Preston
- 1999 : Lift Every Voice : Lui-même - Invité (2014)
- 2000 : City of Angels : Dr. Wesley Williams
- 2002 : Holla : Invité
- 2002 : La Treizième Dimension : John Woodrell
- 2002 : The Court : Christopher Bell
- 2003-2004 : FBI : Opérations secrètes : Darnell
- 2004 : Dennis Miller : Lui-même
- 2004 : Les Soprano : Stokley Davenport, M.D.
- 2004 : Les Experts : Miami : Sheldon Hawkes
- 2004 : Soul Food : Les Liens du sang : Kelvin Chadway
- 2004 : The Late Late Show with Craig Kilborn : Lui-même
- 2004-2011 : Tavis Smiley : Lui-même
- 2004-2013 : Les Experts : Manhattan : Sheldon Hawkes
- 2005 : I Love the '90s: Part Deux : Lui-même
- 2005 : Les 4400 : Edwin Mayuya
- 2005 : The Tyra Banks Show : Lui-même
- 2006-2010 : Jeopardy! : Lui-même - Contestant / Lui-même
- 2006-2013 : CBS Cares : Lui-même
- 2008 : Baisden After Dark : Lui-même
- 2008 : Dr. Phil : Lui-même
- 2008 : Entertainment Tonight : Lui-même
- 2008 : Geraldo at Large : Lui-même
- 2008 : Leading Men
- 2008 : The Truth with Jeff Johnson : Lui-même - Panelist
- 2009 : Hannity : Lui-même
- 2009 : Larry King Live : Lui-même
- 2009 : Séries express : Lui-même
- 2009 : The Game : Lui-même
- 2009 : The Mo'Nique Show : Lui-même
- 2009-2010 : Real Time with Bill Maher : Lui-même
- 2009-2013 : Wendy: The Wendy Williams Show : Lui-même / Lui-même -Invité
- 2010 : Curb: The Discussion : Lui-même
- 2010-2011 : Les Real Housewives d'Atlanta : Lui-même
- 2011 : Piers Morgan Tonight : Lui-même
- 2011 : The Hot 10 : Lui-même - Invité / Lui-même
- 2011 : Verses & Flow : Lui-même - Présentateur
- 2012 : Don't Sleep! Hosted by T. J. Holmes : Lui-même - Invité
- 2012 : Live Life and Win! : Lui-même
- 2013 : Access Hollywood Live : Lui-même - Invité
- 2013 : Big Morning Buzz Live : Lui-même - Invité
- 2013 : Covert Affairs: Sights Unseen : Calder Michaels
- 2013 : Datzhott : Lui-même
- 2013 : Larry King Now : Lui-même - Invité
- 2013 : PoliticKING with Larry King : Lui-même - guest
- 2013 : Politics Nation with Al Sharpton : Lui-même
- 2013 : The Arsenio Hall Show : Lui-même - Invité
- 2013 : The Talk : Lui-même - Invité
- 2013-2014 : Covert Affairs : Calder Michaels
- 2014 : The Queen Latifah Show : Lui-même
- 2014 : The Real : Lui-même - Covert Affairs
- 2015 : Madam Secretary : Aiden Humphrey
- 2015 : The Chew : Lui-même
- 2015 : The Meredith Vieira Show : Lui-même
- 2015-2016 : Limitless : Spellman Boyle
- 2015-2016 : Unsung Hollywood : Lui-même
- 2016 : How It Really Happened with Hill Harper : Lui-même - Présentateur
- 2016 : Rachael Ray : Lui-même
- 2016-2017 : Homeland : Rob Emmons
- 2016-2017 : Today : Lui-même
- 2017 : At This Hour : Lui-même
- 2017 : Complex Conversations : Lui-même
- 2017 : Good Morning America : Lui-même
- 2017 : Ok! TV : Lui-même
- 2017 : Steve Harvey : Lui-même
- 2017 : Talk Stoop with Cat Greenleaf : Lui-même
- 2017 : WGN Morning News : Lui-même
- 2017-2023 : Good Doctor : Dr. Marcus Andrews

#### Téléfilms
- 1995 : Live from Broadway: Hello, Dolly! : Lui-même / host
- 1995 : Zooman : Victor
- 1998 : The Dave Chappelle Project
- 2004 : The 8th Annual Golden Satellite Awards : Lui-même - Nominee
- 2005 : All Shades of Fine: 25 Hottest Women of the Past 25 Years : Lui-même
- 2005 : Lackawanna Blues : Ruben, Jr. (Adult)
- 2008 : An Evening of Stars: Tribute to Smokey Robinson : Lui-même
- 2008 : Lessons from Little Rock: A National Report Card : Lui-même - Présentateur
- 2008 : [he BET Honors : Lui-même
- 2008 : What's at Stake? : Lui-même
- 2009 : 11-04-08: The Day of Change : Lui-même
- 2010 : Stonehenge Apocalypse : Joseph Leshem
- 2011 : Alpha Man: The Brotherhood of MLK : Lui-même - Présentateur
- 2012 : Toyota Pro/Celebrity Race : Lui-même
- 2016 : 2016 Election Night Viewing Party : Lui-même

### Réalisateur

#### Courts-métrages
- 2011 : The Truth bb chloe

### Producteur

#### Cinéma
- 2008 : This Is Not a Test
- 2013 : 1982
- 2016 : Destined

#### Télévision
- 2008 : Lessons from Little Rock: A National Report Card
- 2011 : Alpha Man: The Brotherhood of MLK